# Graptomyza pallidinotata
Graptomyza pallidinotata är en tvåvingeart som beskrevs av Ian David Whittington 1992. Graptomyza pallidinotata ingår i släktet Graptomyza och familjen blomflugor.
Artens utbredningsområde är Madagaskar. Inga underarter finns listade i Catalogue of Life.